# Tipos del País

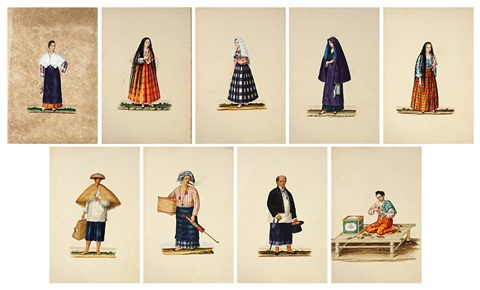
フスティニアノ・アスンシオン作『ティポス・デル・パイス』（さまざまな国）

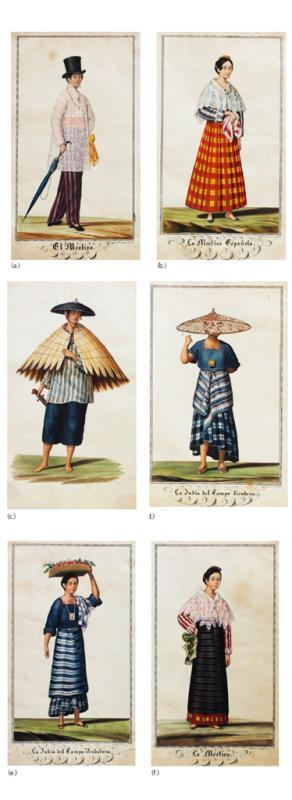
『ティポス・デル・パイス』の別のセット。フスティニアノ・アスンシオン作

Tipos del País（ティポス・デル・パイス）は文字どおり「さまざまな生国（しょうごく＝生まれ故郷）」を意味し、植民地時代フィリピンの社会階層と職業を示す水彩画のスタイル。衣装を題材に、民族を描きわけようとした。

## 歴史
1800年代になると、フィリピンの絵画界の主流を世俗的な主題が占めるようになる。教育を受けた社会層「イルストラド」（Ilustrado）が確立し、観光客が増え、また外国人が異国情緒あふれる土産品や装飾品を求めたことから、絵画の様式「ティポス・デル・パイス」が発展した。この分野で最も多作な画家はダミアン・ドミンゴ（en）で人気も最高であった。

## ギャラリー

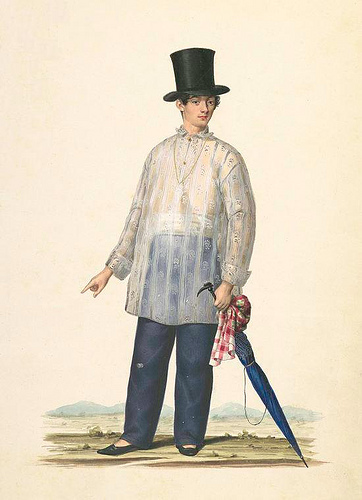
『フィリピンのメスティーソ[注 1]』⁑ 1800年代の植民地風正装。アンダーシャツに刺繍入りのゆったりしたシャツ、ズボンと手元の「ハンカチ」に、シルクハットと長傘は中流階級よりも上のしるし。
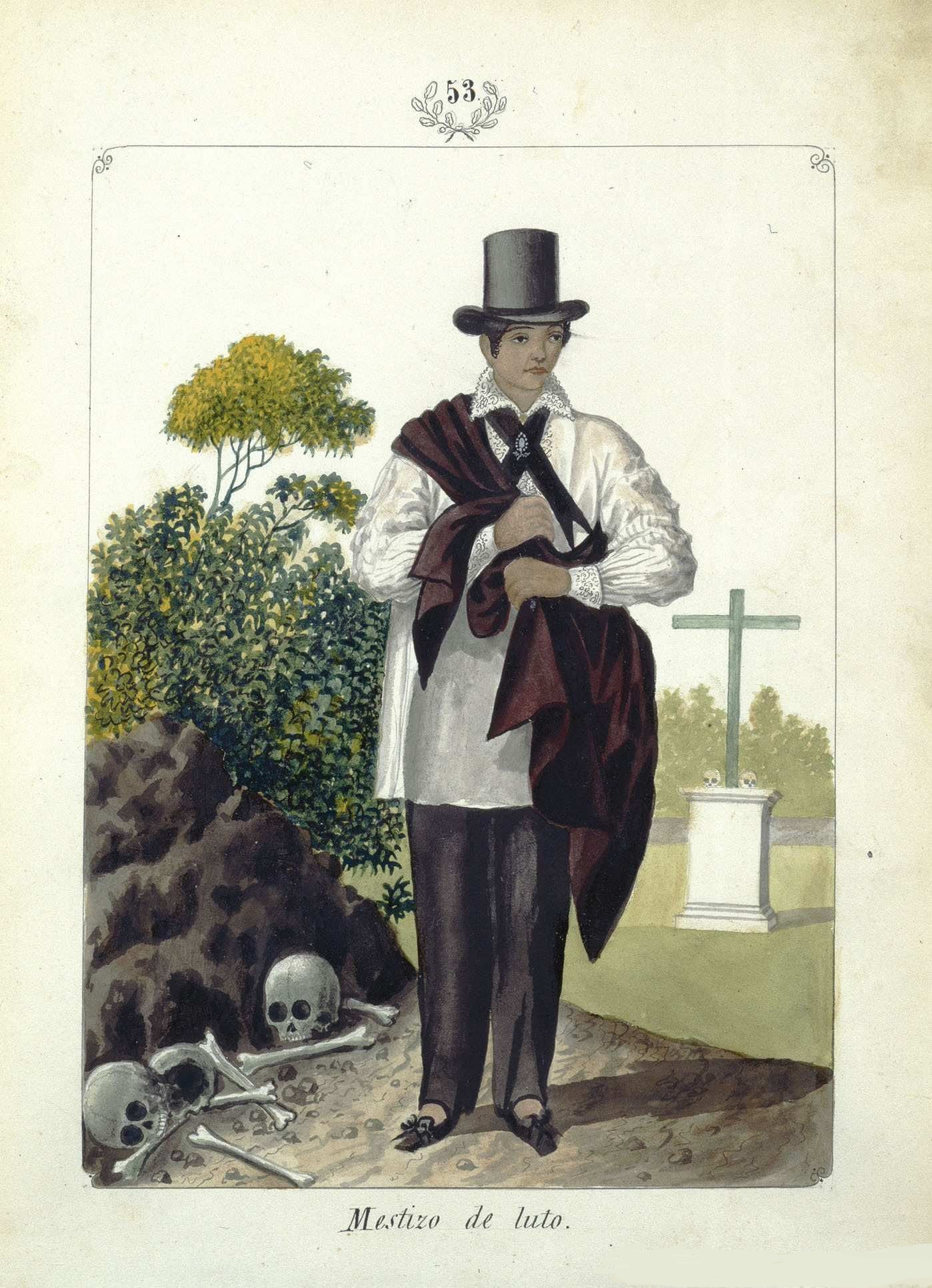
『フィリピン人のメスティーソ[注 1]』⁑植民地風正装。肩かけの布は民族衣装から取り入れたもの。
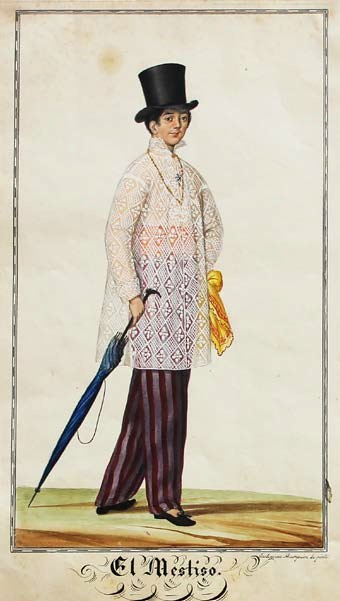
『メスティーソ[注 1]の男性』⁑植民地風の正装にシルクハットと長傘
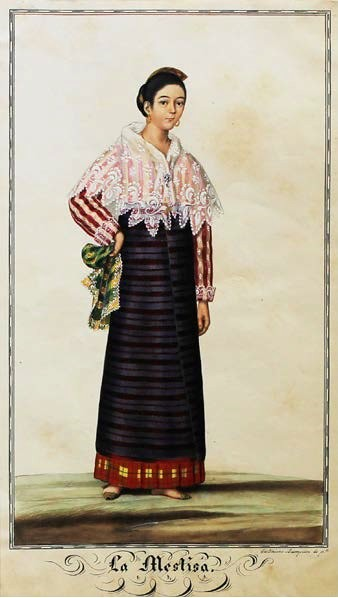
フスティニアノ・アスンシオン『フィリピンのメスティーサ[注 1]』⁑　シャツに刺繍入りのオーバーブラウス、手元の「ハンカチ」とロングスカート、オーバースカートが植民地風民族衣装の正装。ロングスカートは細身で民族色が強い。
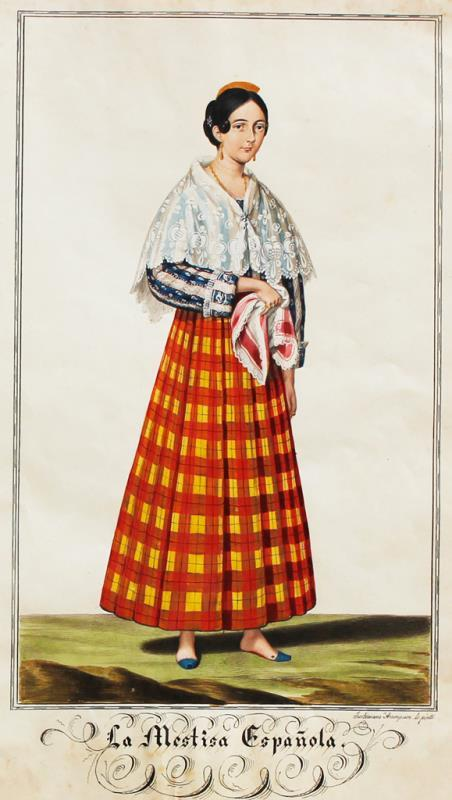
『スペイン系フィリピン人のメスティーサ[注 1]』⁑植民地風の正装でも、裾広がりのロングスカートは西洋の影響が強い。
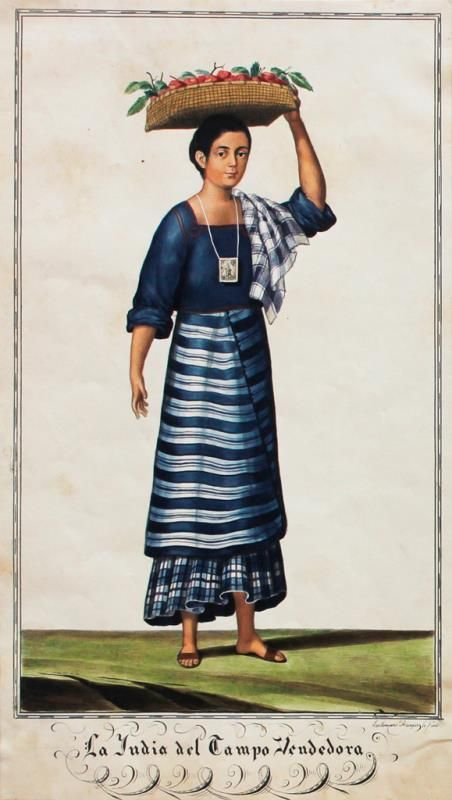
『フィリピン先住民の農家の女性』⁑民族衣装はブラウスと細身のスカートに、オーバースカートを合わせて肩に1枚布をまとう。
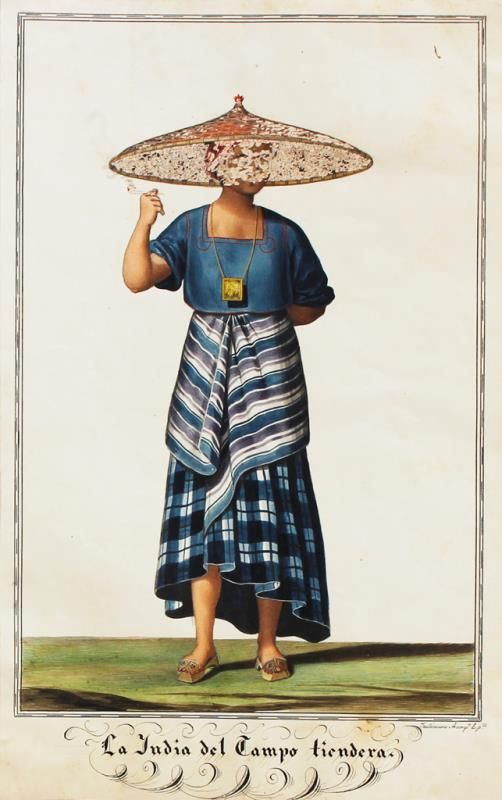
『フィリピン先住民の田舎の女性行商人』⁑1枚布のオーバースカートを胸高に結んで日除けの笠をかぶっている。
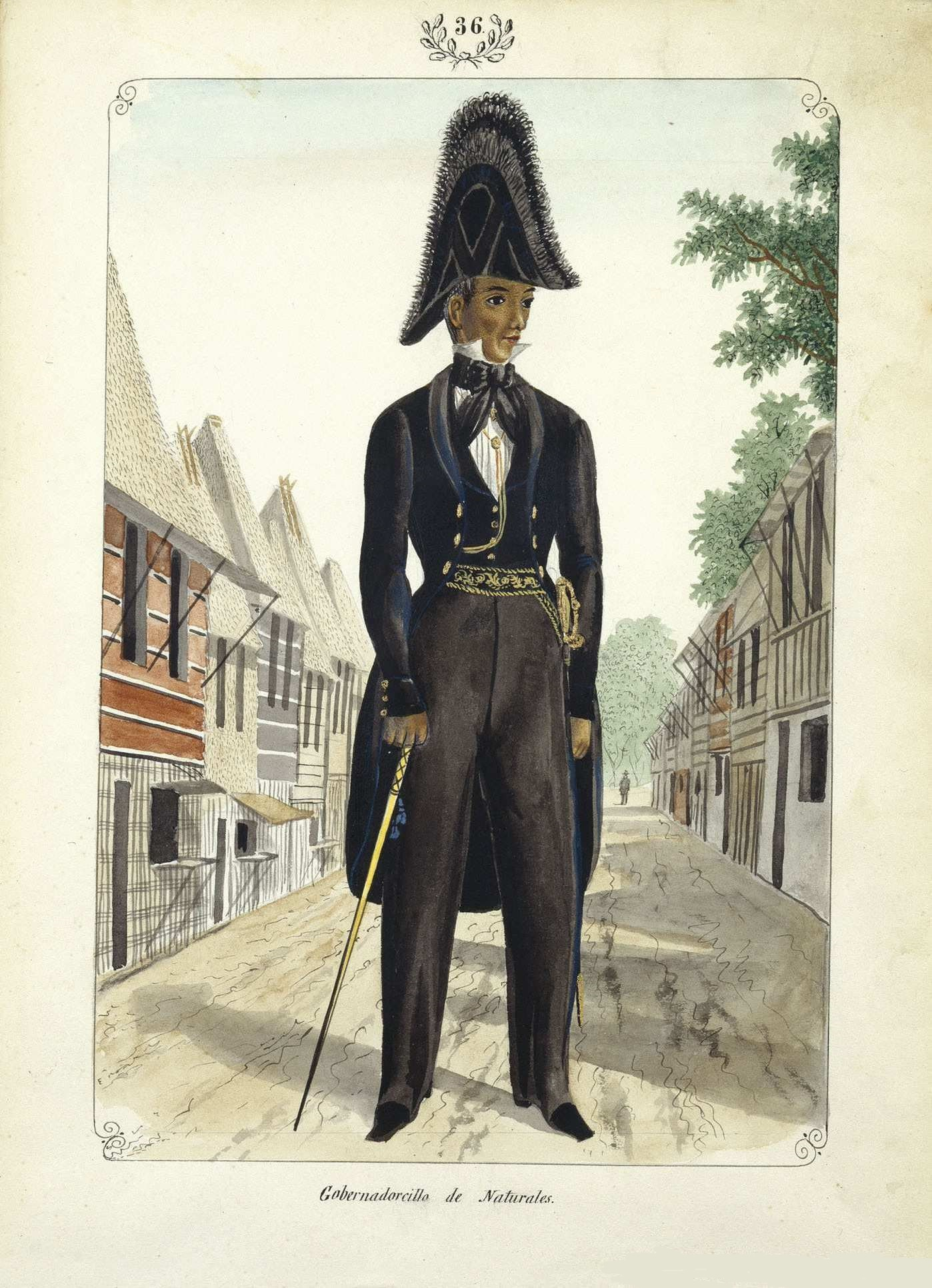
『地元民のゴベルナドルシロ』⁂ 洋装の正装をした州知事。
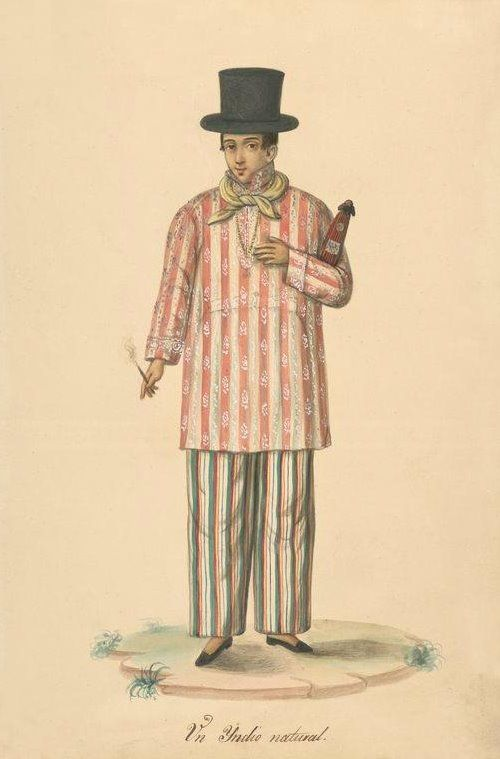
『フィリピン先住民の男性』⁂植民地風の正装。
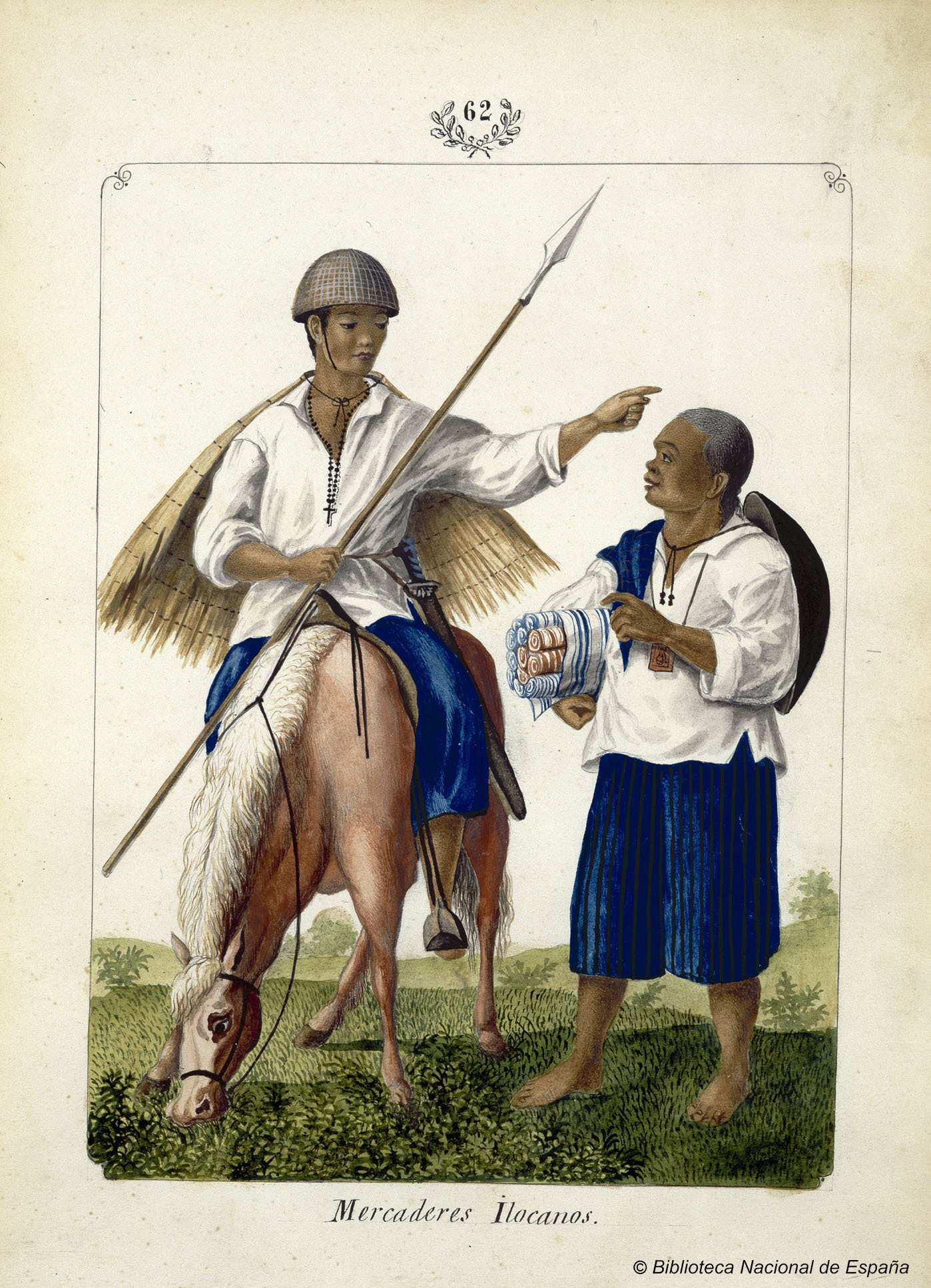
『イロカノ族（英語版）の商人』⁂　膝下丈の筒ズボンと白いシャツ
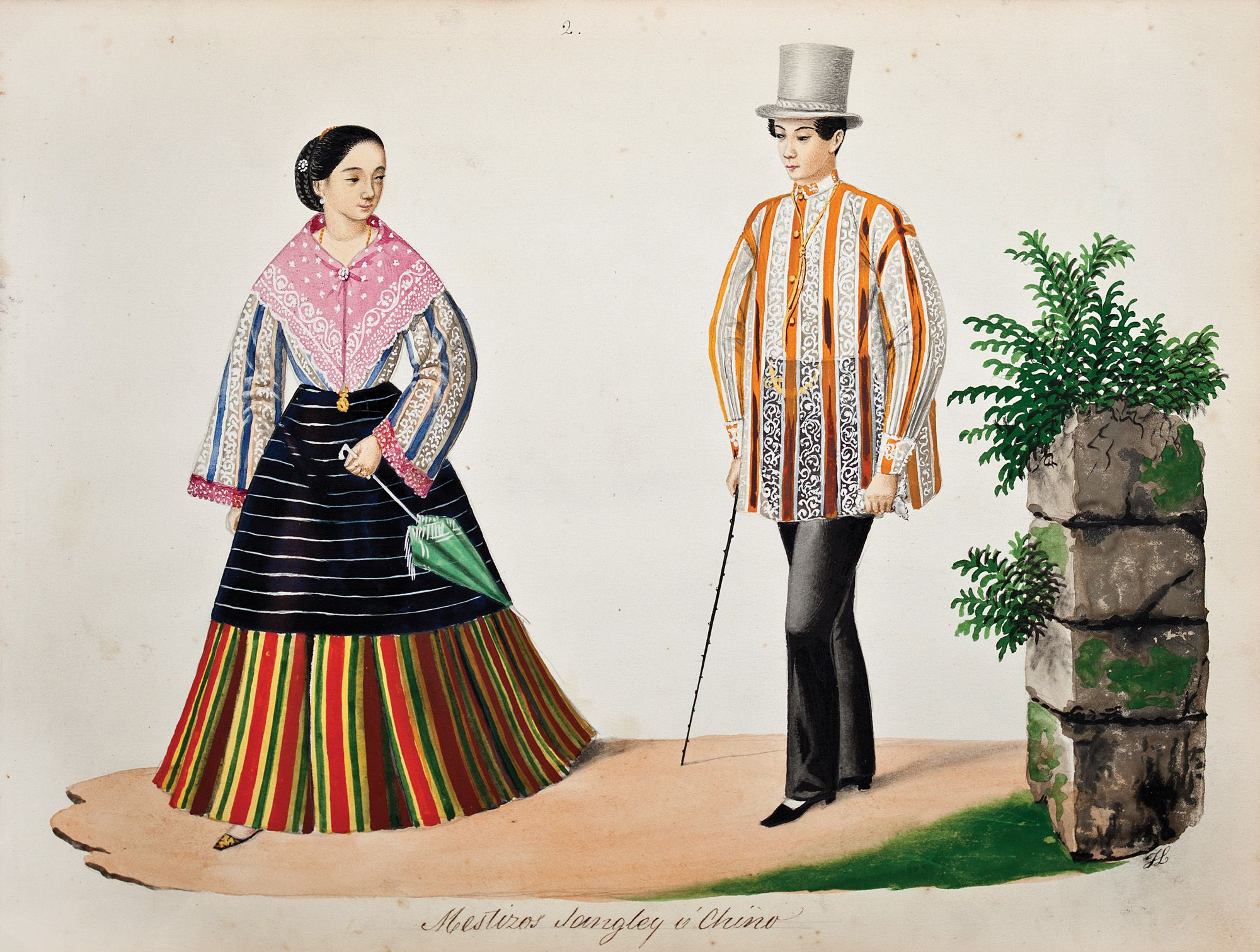
『中国系混血のフィリピン人男女』⁑　植民地風の正装
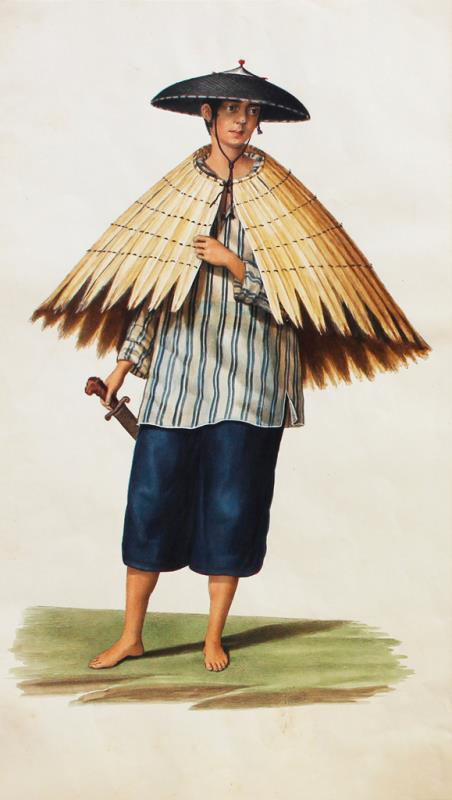
『蓑（みの）とサラコットを着けたフィリピンの農民』⁑　手元に山刀（なた）
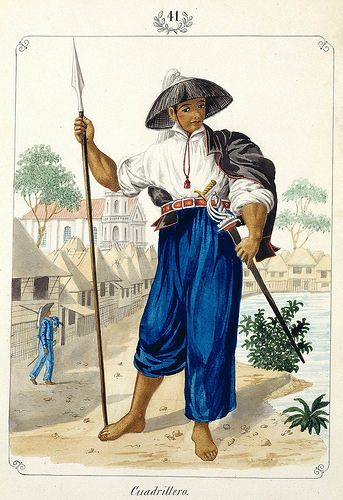
『クアドリレロ』⁂　飾りのついたかぶりもの、シャツの裾をズボンの中に入れ、腰のベルトに小刀を差す。
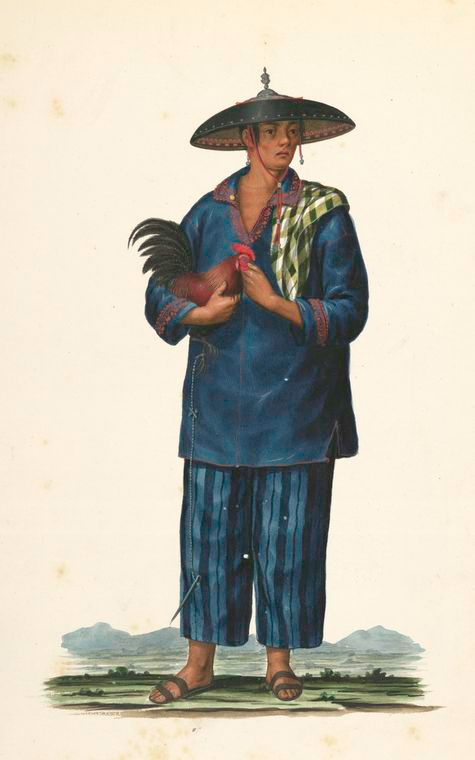
フスティニアノ・アスンシオン『サラコットをかぶりオンドリを抱いたフィリピンの農民』⁑　シャツの袖口と開襟、襟先に飾り布。
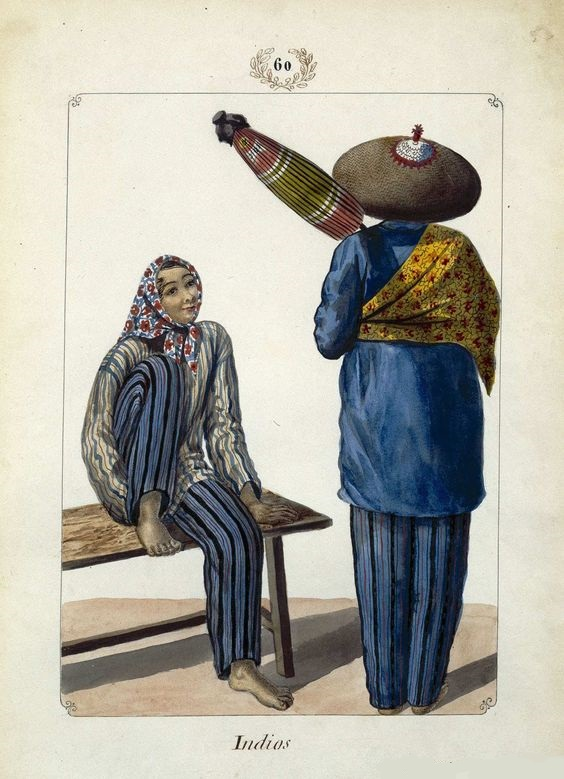
『フィリピン先住民の男女』⁂　女性はスカーフとズボンで肌の露出を抑えている。
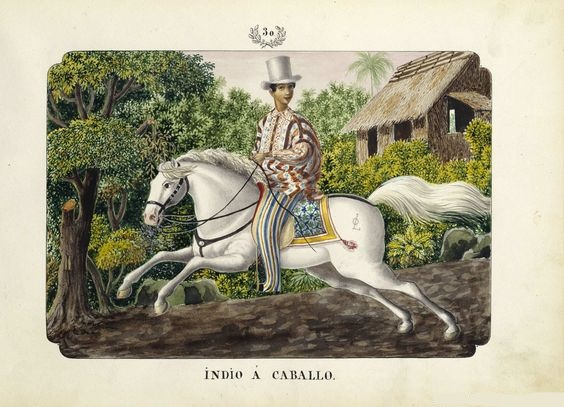
『馬に乗ったフィリピン先住民』⁂　植民地風の正装。
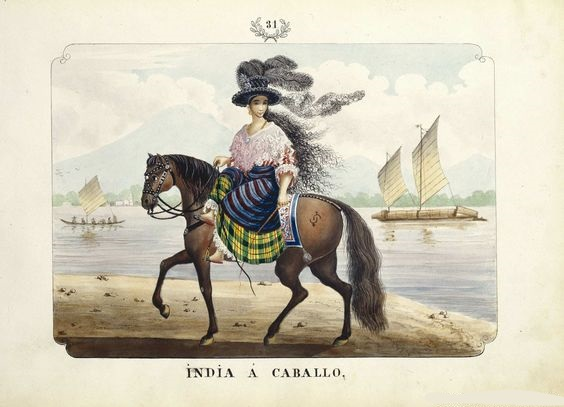
『馬に乗ったフィリピン先住民の女性』⁂ 植民地風の正装と帽子は階層をあらわす。
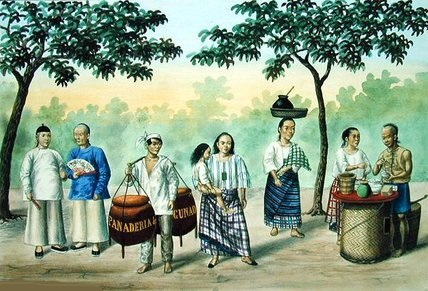
『街頭の風景』⁂　さまざまな民族を服装で表現。
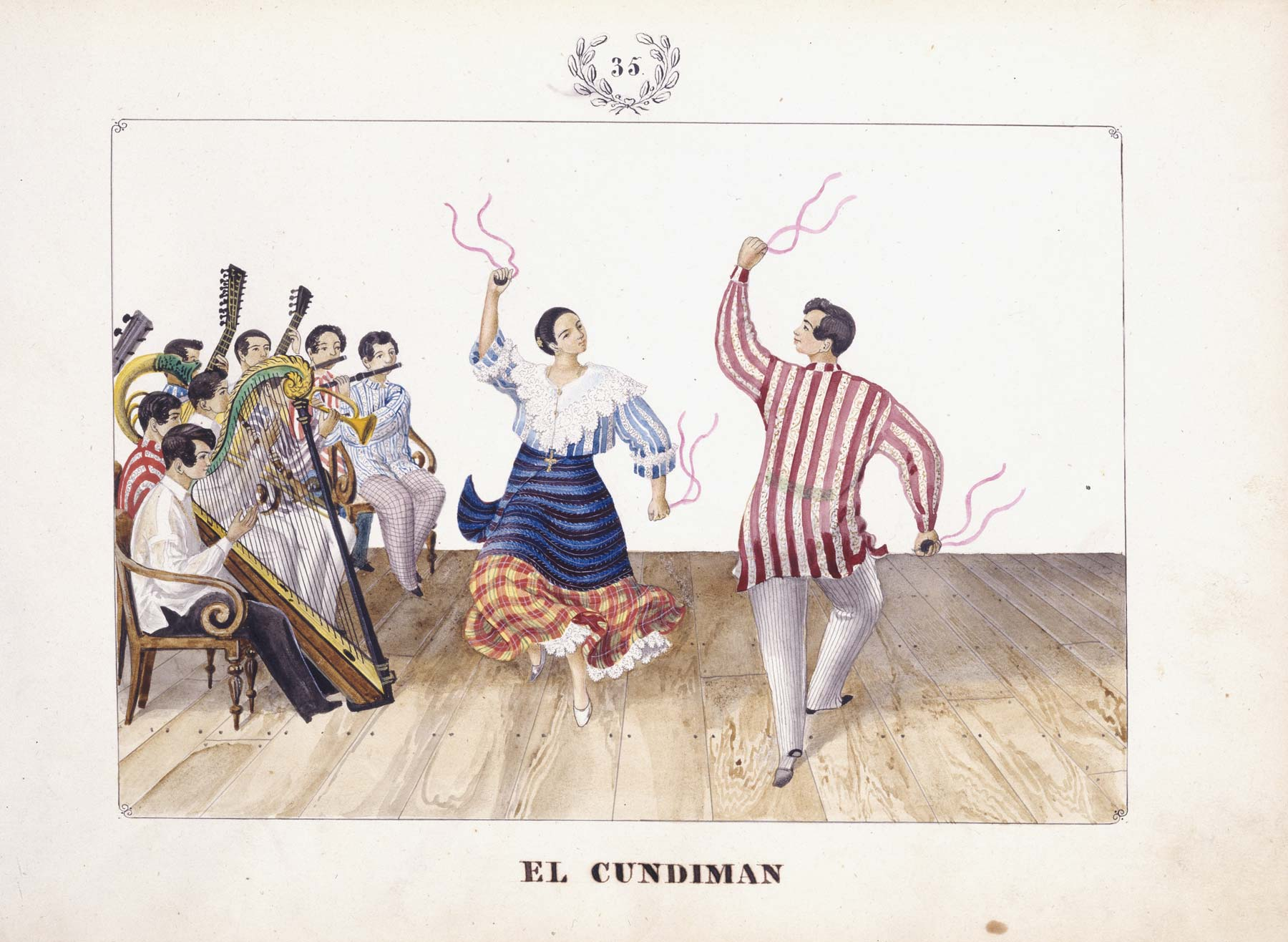
『クンディマン[注 2]』⁂ 植民地風の正装で踊る男女。
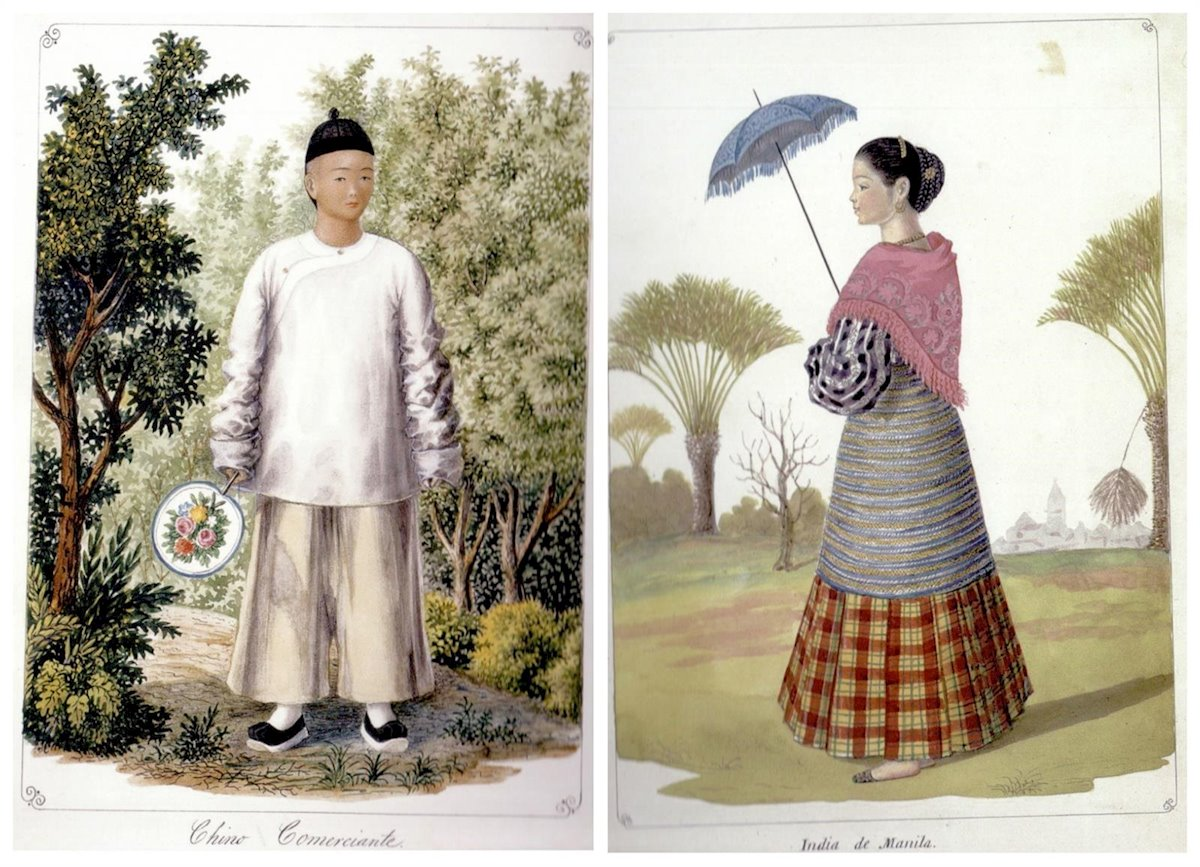
『マニラの中国系[注 3]商人』⁂　左の男性は帽子も筒袖の上着、短めの太いズボンも中国風。右の女性は植民地風正装。
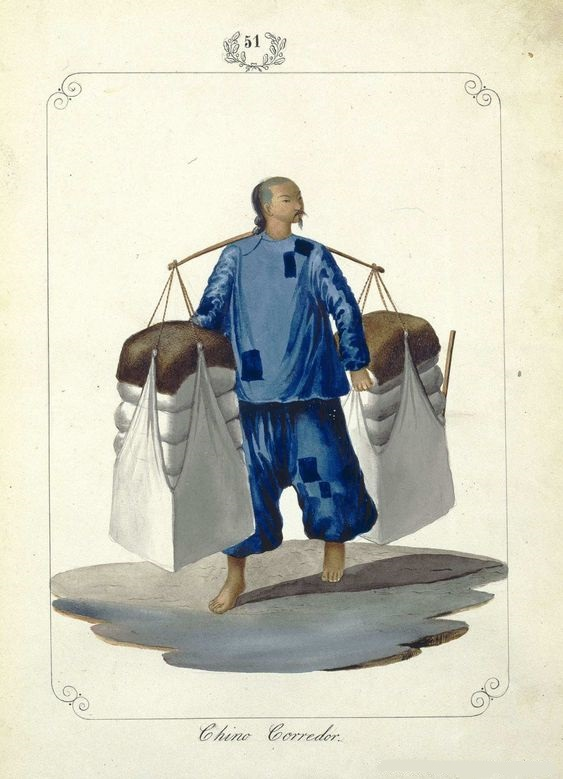
『中国系フィリピン人の配達員』⁂　髪型は弁髪。
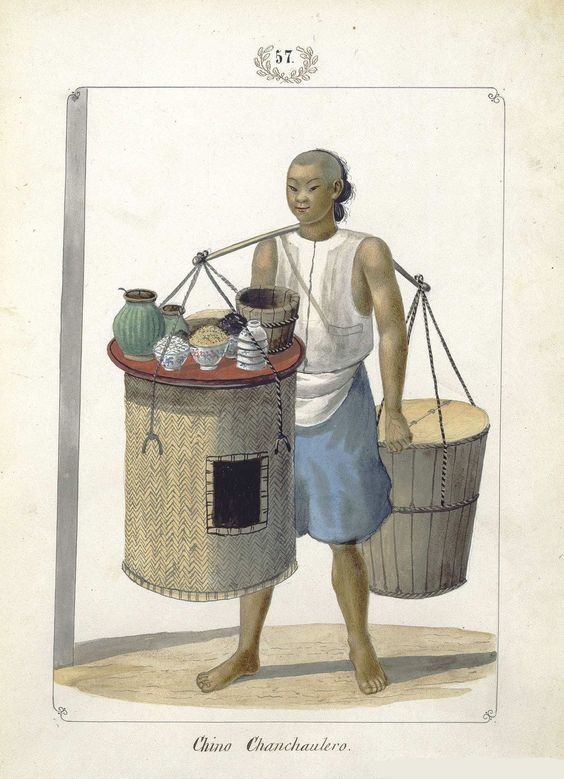
『中国人の茶売りチャンチャウレロ』⁂ 湯沸かしと水を天秤にかけて、路肩で茶を入れる茶売り。
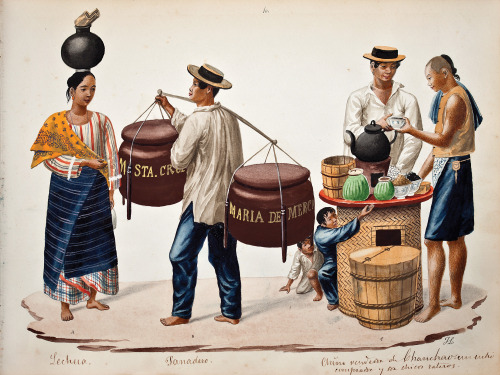
ロサーノ版『ティポス・デル・パイス』の1点⁂
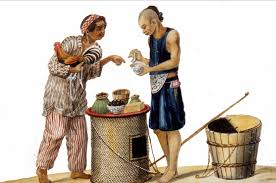
『先住民の客と混血中国人[注 3]の茶売り』⁂
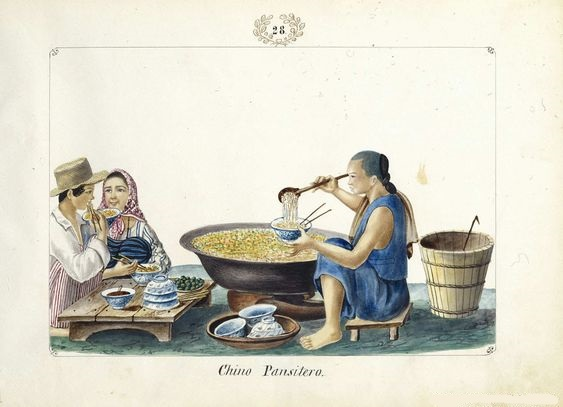
『麺料理パンシットの中国人露天商』⁂　左の女性客は髪をスカーフで包んでいる。